# Paul Sorvino
Paul Anthony Sorvino (Brooklyn (New York), 13 april 1939 – Jacksonville (Florida), 25 juli 2022) was een Amerikaanse acteur. Hij was onder meer te zien in de film Goodfellas en de televisieserie Law & Order. Van 2019 tot aan zijn dood in 2022 speelde hij de rol van Frank Costello in de misdaaddramaserie Godfather of Harlem.

## Biografie
Paul Sorvino werd geboren in het New Yorkse stadsdeel Brooklyn, als de zoon van Ford en Marietta Sorvino. Als jongeman volgde hij lessen aan de Lafayette High School en de American Musical and Dramatic Academy. Na zijn studies ging hij aan de slag als tekstschrijver in een reclamebureau. Gedurende 18 jaar volgde hij stemlessen en uiteindelijk besloot hij zijn kans te wagen in het theater. In 1964 debuteerde hij op Broadway met de musical Bajour. Zo'n zes jaar later veroverde hij zijn eerste filmrol, in de komedie Where's Poppa? met George Segal in de hoofdrol. Later was hij ook even te zien in de film The Panic in Needle Park, een drama met een jonge Al Pacino als hoofdrolspeler.
Sorvino bleef theater en film combineren. Vaak bleven zijn filmbijdrages beperkt tot bijrollen. Zo speelde hij een communist in de film Reds van Warren Beatty. In 1990 vertolkte de Italo-Amerikaanse acteur maffiabaas Paul Cicero in de alom geprezen misdaadfilm Goodfellas van regisseur Martin Scorsese. Hij speelde in die film aan de zijde van onder meer Robert De Niro, Ray Liotta en Joe Pesci. Een jaar later werd Sorvino bij het grote publiek bekend als Sergeant Phil Cerreta dankzij politieserie Law & Order.
In 1995 kroop Sorvino in de huid van politicus Henry Kissinger in de biopic Nixon van Oliver Stone. Op de set uitte hij naar verluidt kritiek op hoofdrolspeler Anthony Hopkins. Sorvino vond dat de stem van Hopkins niet op de stem van diens personage Richard Nixon leek. Sorvino maakte hem dat duidelijk, waarna Hopkins het filmproject dreigde te verlaten.
Hij was ook de oprichter van de Paul Sorvino Asthma Foundation, een organisatie voor astmalijders. Hij verkocht pastasausen via het bedrijf Paul Sorvino Foods.
Paul Sorvino was de vader van actrice Mira Sorvino. Hij stierf op 83-jarige leeftijd in de Mayo Clinic in Jacksonville.

## Filmografie

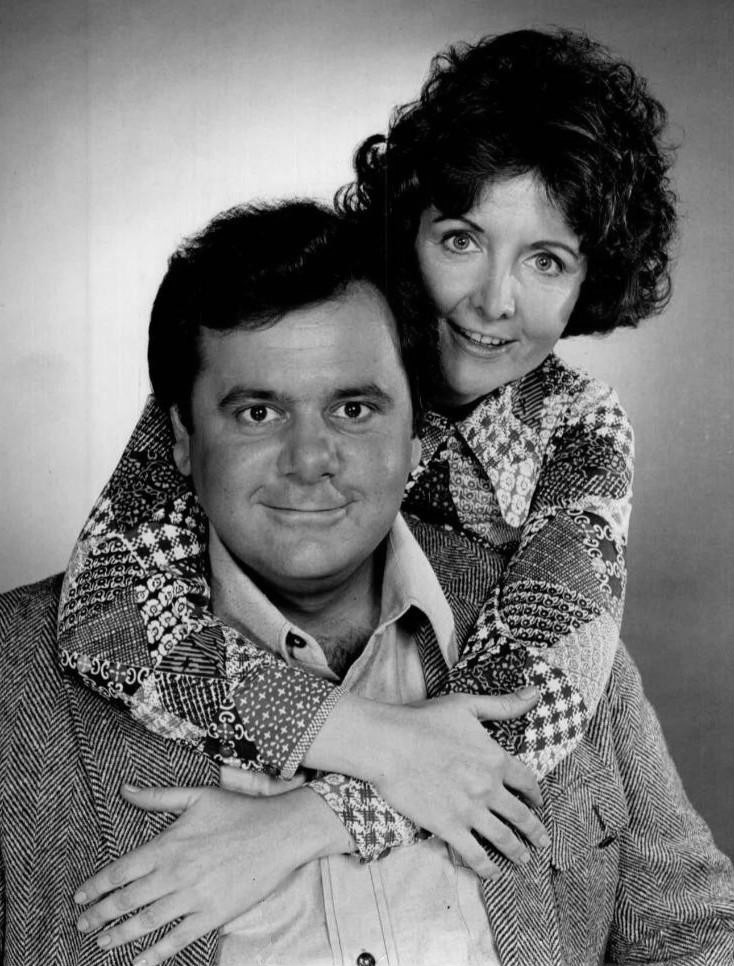
Sorvino met Mitzi Hoag in de tv-serie We'll Get By (1975)

- Where's Poppa? (1970) - Eigenaar van de woning van Gus en Grace
- Cry Uncle! (1971) - Hoestende agent
- Made for Each Other (1971) - Vader van Gig
- The Panic in Needle Park (1971) - Samuels
- Dealing: Or the Berkeley-to-Boston Forty-Brick Lost-Bag Blues (1972) - Taxichauffeur
- A Touch of Class (1973) - Walter Menkes
- The Day of the Dolphin (1973) - Curtis Mahoney
- Shoot It Black, Shoot It Blue (1974) - Ring
- King Lear (1974) (TV) - Gloucester
- Tell Me Where It Hurts (1974) (TV) - Joe
- The Gambler (1974) - Hips
- It Couldn't Happen to a Nicer Guy (1974) - Harry Walter
- Angel and Big Joe (1975) - Big Joe
- We'll Get By (televisieserie) (1975) - George Platt
- I Will, I Will... for Now (1976) - Lou Springer
- Seventh Avenue (1977) (TV) - Dave Shaw
- Oh, God! (1977) - Reverend Willie Williams
- Bloodbrothers (1978) - Louis Chubby De Coco
- Slow Dancing in the Big City (1978) - Lou Friedlander
- The Brink's Job (1978) - Jazz Maffie
- Dummy (1979) (TV) - Lowell Myers
- Lost and Found (1979) - Reilly
- Cruising (1980) - Capt. Edelsen
- Reds (1981) - Louis Fraina
- Melanie (1982) - Walter
- I, the Jury (1982) - Detective Pat Chambers
- A Question of Honor (1982) (TV) - Carlo Danzie
- That Championship Season (1982) - Phil Romano
- Off the Wall (1983) - Warden Nicholas F. Castle
- Chiefs (1983) (TV) - Sheriff Skeeter Willis
- My Mother's Secret Life (1984) (TV) - Max
- With Intent to Kill (1984) (TV) - Doyle Reinecker
- Surviving (1985) (TV) - Harvey
- Wes Craven's Chiller (1985) - Reverend Penny
- The Stuff (1985) - Col. Spears
- Turk 182! (1985) - Zichzelf
- Betrayed by Innocence (1986) (TV) - Mike Vogel
- A Fine Mess (1986) - Tony Pazzo
- Vasectomy: A Delicate Matter (1986) - Gino
- Almost Partners (1987) (TV) - Detective Jack Welder
- The Oldest Rookie (televisieserie) (1987–1988) - Det. Ike Porter
- Dick Tracy (1990) - Lips Manlis
- Goodfellas (1990) - Paul Cicero
- Age Isn't Everything (1991) - Max
- Don't Touch My Daughter (1991) (TV) - Lt. Willman
- The Rocketeer (1991) - Eddie Valentine
- The Last Mile (1992) (TV) - The Tenor
- Law & Order (televisieserie) (1991–1992) - Sgt. Phil Cerreta
- The Firm (1993) - Tommie Morolto
- A Perry Mason Mystery: The Case of the Wicked Wives (1993) (TV) - Anthony Caruso
- Backstreet Justice (1994) - Captain Phil Giarusso
- Star Trek: The Next Generation (1994) - Nikolai Rozhenko
- Parallel Lives (1994) (TV) - Ed Starling
- Without Consent (1994) (TV) - Dr. Winslow
- Cover Me (1995) - J.J. Davis
- Nixon (1995) - Henry Kissinger
- Dog Watch (1996) - Delgoti
- Love Is All There Is (1996) - Piero Malacici
- Escape Clause (1996) (TV) - Lt. Gil Farrand
- Romeo + Juliet (1996) - Fulgencio Capulet
- American Perfekt (1997) - Sheriff Frank Noonan
- Money Talks (1997) - Guy Cipriani
- Men with Guns (1997) - Horace Burke
- Joe Torre: Curveballs Along the Way (1997) - Joe Torre
- Most Wanted (1997) - CIA Deputy Director Kenny Rackmill
- Dead Broke (1998) - Harvey
- Bulworth (1998) - Graham Crockett
- The Big House (televisieserie) (1998) - Verteller
- Knock Off (1998) - Harry Johanson
- Houdini (1998) (TV) - Blackburn
- That Championship Season (1999) (TV) - Coach
- Harlem Aria (1999) - Fabiano Grazzi
- Scriptfellas (1999) - Paulie
- Longshot (2000) - Laszlo Pryce
- Cheaters (2000) (TV) - Constantine Kiamos
- The Thin Blue Lie (2000) (TV) - Frank Rizzo
- The Amati Girls (2000) - Joe
- That's Life (televisieserie) (2000–2002) - Frank DeLucca
- Perfume (2001) - Lorenzo Mancini
- See Spot Run (2001) - Sonny
- Plan B (2001) - Joe Maloni
- Witches to the North (2001) - Gallio
- Ciao America (2002) - Antonio Primavera
- Hey Arnold!: The Movie (2002) - Scheck (stem)
- The Cooler (2003) - Buddy Stafford
- Mafia Doctor (2003) - Nicola
- Mambo Italiano (2003) - Gino Barberini
- Mr. 3000 (2004) - Gus Panas
- Goodnight, Joseph Parker (2004) - Charlie
- Still Standing (televisieserie) (2004–2006) - Al Miller
- Mr. Fix It (2006) - Wally
- Greetings From The Shore (2007) - Catch Turner
- Last Hour (2008) - Maitre Steinfeld
- Carnera: The Walking Mountain (2008) - Ledudal
- Repo! The Genetic Opera (2008) - Rotti Largo
- The Wild Stallion (2009) - Sheriff Buck
- Santa Baby 2: Christmas Maybe (2009) - Santa
- The Irishman (2019) - Tony Salerno